# PSR B1937+21
PSR B1937+21 é um pulsar.
Sete gigantes pulsos de rádio foram registrados a partir do milisegundo pulsar PSR B1937 +21 durante 8,1 min observação pelo radiotelescópio Ooty (ORT) em 326,5 MHz. Embora escassa, estas observações suportam a maior parte do gigante pulso comportamento relatados com maior frequência de rádio (430 a 2380 MHz). Dentro dos principais componentes do perfil integrado, eles são emitidos apenas em um estreito (≤ 47 μs) janela de pulso fase, perto de seu pico. Isto tem importantes implicações para fazer super-alta precisão calendário de PSR B1937 +21 em baixas frequências de rádio.

## Outro Pulsares
- PSR 1919+21
- PSR 1913+16 - 1º pulsar binário a ser descoberto
- SAX J1808.4-3658
- PSR B1257+12 - 1º pulsar com planeta a ser descoberto
- PSR J0737−3039
- SGR 1806-20
- PSR J1748-2446ad - pulsar com rotação mais rápida